# Mistrzostwa Europy w Piłce Ręcznej Kobiet 2016 (eliminacje)
Kwalifikacje do Mistrzostw Europy w Piłce Ręcznej Kobiet 2016 miały na celu wyłonienie żeńskich reprezentacji narodowych w piłce ręcznej, które wystąpią w finałach tego turnieju.

## Informacje ogólne
Turniej finałowy organizowanych przez EHF mistrzostw Europy odbędzie się w Szwecji w grudniu 2016 roku i weźmie w nim udział szesnaście drużyn. Zgłoszenia chętnych do udziału zespołów EHF przyjmowała od 11 lutego do 9 marca 2015 roku. Automatycznie do mistrzostw zakwalifikowała się drużyna gospodarzy, pozostałe zaś rywalizowały o piętnaście pozostałych miejsc. W razie konieczności przed fazą grupową miała zostać rozegrana faza preeliminacyjna. Chęć udziału w tym turnieju wyraziły prócz gospodyń trzydzieści dwie reprezentacje, toteż konieczne okazało się zorganizowanie preeliminacji, w których wystąpiło sześć najniżej sklasyfikowanych drużyn podzielonych na dwie trzyzespołowe grupy. Ich zwycięzcy dołączyli do pozostałej dwudziestki szóstki w zasadniczej fazie eliminacji, gdzie rywalizacja odbywała się w siedmiu czterozespołowych grupach, z których awans uzyskały dwie czołowe, a także najlepszy zespół spośród tych z trzecich miejsc. Turnieje preeliminacyjne zaplanowano na połowę czerwca 2015 roku, zaś druga faza eliminacji została rozegrana w sześciu meczowych terminach w październiku 2015 roku oraz marcu i czerwcu 2016 roku.

## Zakwalifikowane zespoły
| Kraj       | Strefa kwalifikacyjna                                             | Mistrzostwa 2014 |
| ---------- | ----------------------------------------------------------------- | ---------------- |
| Szwecja    | Gospodarz                                                         | 3. miejsce       |
| Norwegia   | 1. miejsce w grupie 1 kwalifikacji                                | 1. miejsce       |
| Rumunia    | 2. miejsce w grupie 1 kwalifikacji                                | 9. miejsce       |
| Serbia     | 1. miejsce w grupie 2 kwalifikacji                                | 15. miejsce      |
| Czechy     | 2. miejsce w grupie 2 kwalifikacji                                | -                |
| Holandia   | 1. miejsce w grupie 3 kwalifikacji                                | 7. miejsce       |
| Hiszpania  | 2. miejsce w grupie 3 kwalifikacji                                | 2. miejsce       |
| Czarnogóra | 1. miejsce w grupie 4 kwalifikacji                                | 4. miejsce       |
| Chorwacja  | 2. miejsce w grupie 4 kwalifikacji                                | 13. miejsce      |
| Węgry      | 1. miejsce w grupie 5 kwalifikacji                                | 6. miejsce       |
| Polska     | 2. miejsce w grupie 5 kwalifikacji                                | 11. miejsce      |
| Rosja      | 1. miejsce w grupie 6 kwalifikacji                                | 14. miejsce      |
| Dania      | 2. miejsce w grupie 6 kwalifikacji                                | 8. miejsce       |
| Francja    | 1. miejsce w grupie 7 kwalifikacji                                | 5. miejsce       |
| Niemcy     | 2. miejsce w grupie 7 kwalifikacji                                | 10. miejsce      |
| Słowenia   | Najlepsza drużyna spośród tych, które zajęły 3. miejsca w grupach |                  |

## Faza 1
Sześć najniżej sklasyfikowanych drużyn spotkało się w fazie preeliminacyjnej w walce o dwa miejsca premiowane awansem do głównego turnieju eliminacyjnego. Została ona zorganizowana w formie dwóch trzyzespołowych grup rywalizujących systemem kołowym w dniach 12–14 czerwca 2015 roku.
Losowanie grup zostało zaplanowane na 23 marca 2015 roku w wiedeńskiej siedzibie EHF. Przed losowaniem drużyny zostały podzielone na dwa koszyki według rankingu EHF.
| Koszyk 1    |
| ----------- |
| Finlandia   |
| Azerbejdżan |

| Koszyk 2 |
| -------- |
| Izrael   |
| Bułgaria |

| Koszyk 3    |
| ----------- |
| Wyspy Owcze |
| Kosowo      |

W wyniku losowania wyłonione zostały dwie grupy.
| Grupa A     | Grupa B   |
| ----------- | --------- |
| Azerbejdżan | Finlandia |
| Bułgaria    | Izrael    |
| Wyspy Owcze | Kosowo    |

### Grupa A
| 12 czerwca 201518:00 | Bułgaria        | 31:22(12:10) | Wyspy Owcze            | Sportna zala Orłowec, Gabrowo Widzów: 1000 Sędzia: Marija Ilieva, Silvana Karbeska |
| 12 czerwca 201518:00 | Neli Dobreva 11 | 31:22(12:10) | 7 Turið Arge Samuelsen | Sportna zala Orłowec, Gabrowo Widzów: 1000 Sędzia: Marija Ilieva, Silvana Karbeska |
| 12 czerwca 201518:00 | 1× · 3×         | 31:22(12:10) | 3× · 3×                | Sportna zala Orłowec, Gabrowo Widzów: 1000 Sędzia: Marija Ilieva, Silvana Karbeska |

| 13 czerwca 201518:00 | Wyspy Owcze             | 28:29(14:14) | Azerbejdżan         | Sportna zala Orłowec, Gabrowo Widzów: 300 Sędzia: Marija Ilieva, Silvana Karbeska |
| 13 czerwca 201518:00 | Turið Arge Samuelsen 10 | 28:29(14:14) | 7 Marina Tankaskaya | Sportna zala Orłowec, Gabrowo Widzów: 300 Sędzia: Marija Ilieva, Silvana Karbeska |
| 13 czerwca 201518:00 | 6× · 3×                 | 28:29(14:14) | 4× · 3× · 1×        | Sportna zala Orłowec, Gabrowo Widzów: 300 Sędzia: Marija Ilieva, Silvana Karbeska |

| 14 czerwca 201518:00 | Azerbejdżan         | 28:32(12:13) | Bułgaria          | Sportna zala Orłowec, Gabrowo Widzów: 850 Sędzia: Marija Ilieva, Silvana Karbeska |
| 14 czerwca 201518:00 | Marina Tankaskaya 7 | 28:32(12:13) | 8 Sonia Bogdanova | Sportna zala Orłowec, Gabrowo Widzów: 850 Sędzia: Marija Ilieva, Silvana Karbeska |
| 14 czerwca 201518:00 | 3× · 4×             | 28:32(12:13) | 2× · 3×           | Sportna zala Orłowec, Gabrowo Widzów: 850 Sędzia: Marija Ilieva, Silvana Karbeska |

### Grupa B
| 12 czerwca 201519:00 | Kosowo          | 19:27(6:12) | Finlandia        | Sisu Arena, Karis Widzów: 360 Sędzia: Silviya Markovska, Jonko Vutov |
| 12 czerwca 201519:00 | Kaltrina Beka 7 | 19:27(6:12) | 7 Alexandra Roos | Sisu Arena, Karis Widzów: 360 Sędzia: Silviya Markovska, Jonko Vutov |
| 12 czerwca 201519:00 | 4× · 2×         | 19:27(6:12) | 4× · 2×          | Sisu Arena, Karis Widzów: 360 Sędzia: Silviya Markovska, Jonko Vutov |

| 13 czerwca 201516:00 | Izrael         | 24:21(9:8) | Kosowo         | Sisu Arena, Karis Widzów: 80 Sędzia: Silviya Markovska, Jonko Vutov |
| 13 czerwca 201516:00 | Shira Vikrat 7 | 24:21(9:8) | 5 Burneta Rama | Sisu Arena, Karis Widzów: 80 Sędzia: Silviya Markovska, Jonko Vutov |
| 13 czerwca 201516:00 | 1× · 2× · 1×   | 24:21(9:8) | 5× · 3×        | Sisu Arena, Karis Widzów: 80 Sędzia: Silviya Markovska, Jonko Vutov |

| 14 czerwca 201512:00 | Finlandia       | 26:23(18:15) | Izrael                         | Sisu Arena, Karis Widzów: 320 Sędzia: Silviya Markovska, Jonko Vutov |
| 14 czerwca 201512:00 | Anna Lindholm 9 | 26:23(18:15) | 6 Shira Vikrat · 6 Or Turgeman | Sisu Arena, Karis Widzów: 320 Sędzia: Silviya Markovska, Jonko Vutov |
| 14 czerwca 201512:00 | 4× · 3×         | 26:23(18:15) | 2× · 3×                        | Sisu Arena, Karis Widzów: 320 Sędzia: Silviya Markovska, Jonko Vutov |

W obu turniejach niepokonane okazały się reprezentacje gospodarzy.

## Faza 2
W drugiej fazie odbył się właściwy turniej eliminacyjny z udziałem 28 reprezentacji podzielonych na siedem grup po cztery zespoły. Awans do turnieju finałowego ME uzyskały dwie najlepsze drużyny z każdej grupy oraz najlepszy zespół spośród tych z trzecich miejsc. Przy ustalaniu ich hierarchii brane były pod uwagę jedynie mecze z dwiema najlepszymi drużynami w grupie.
Losowanie grup odbyło się 9 kwietnia 2015 roku w szwedzkim Kristianstad. Przed losowaniem drużyny zostały podzielone na cztery koszyki według rankingu EHF obejmującego wyniki turniejów z trzech poprzednich lat – ME 2012, MŚ 2013 i ME 2014.
| Koszyk 1   |
| ---------- |
| Norwegia   |
| Czarnogóra |
| Dania      |
| Węgry      |
| Serbia     |
| Francja    |
| Hiszpania  |

| Koszyk 2  |
| --------- |
| Niemcy    |
| Rumunia   |
| Polska    |
| Rosja     |
| Holandia  |
| Czechy    |
| Chorwacja |

| Koszyk 3           |
| ------------------ |
| Słowacja           |
| Ukraina            |
| Islandia           |
| Macedonia Północna |
| Turcja             |
| Białoruś           |
| Austria            |

| Koszyk 4          |
| ----------------- |
| Słowenia          |
| Portugalia        |
| Szwajcaria        |
| Włochy            |
| Litwa             |
| Zwycięzca grupy A |
| Zwycięzca grupy B |

W wyniku transmitowanego w Internecie losowania wyłonionych zostało siedem grup:
| Grupa 1  | Grupa 2 | Grupa 3                    | Grupa 4            | Grupa 5                     | Grupa 6    | Grupa 7    |
| -------- | ------- | -------------------------- | ------------------ | --------------------------- | ---------- | ---------- |
| Norwegia | Serbia  | Hiszpania                  | Czarnogóra         | Węgry                       | Dania      | Francja    |
| Rumunia  | Czechy  | Holandia                   | Chorwacja          | Polska                      | Rosja      | Niemcy     |
| Białoruś | Ukraina | Austria                    | Macedonia Północna | Słowacja                    | Turcja     | Islandia   |
| Litwa    | Włochy  | Bułgaria Zwycięzca grupy A | Słowenia           | Finlandia Zwycięzca grupy B | Portugalia | Szwajcaria |

Mecze odbyły się w sześciu terminach:
- Kolejka 1: 7–8 października 2015
- Kolejka 2: 10–11 października 2015
- Kolejka 3: 9–10 marca 2016
- Kolejka 4: 12–13 marca 2016
- Kolejka 5: 1–2 czerwca 2016
- Kolejka 6: 4–5 czerwca 2016

### Grupa 1
| 7 października 201519:00 | Norwegia     | 35:24(19:13) | Białoruś               | Trondheim Spektrum, Trondheim Widzów: 3160 Sędzia: Vanja Antić, Jelena Jakovljević |
| 7 października 201519:00 | Heidi Løke 7 | 35:24(19:13) | 7 Walentina Nestsiaruk | Trondheim Spektrum, Trondheim Widzów: 3160 Sędzia: Vanja Antić, Jelena Jakovljević |
| 7 października 201519:00 | 2× · 2×      | 35:24(19:13) | 5× · 3×                | Trondheim Spektrum, Trondheim Widzów: 3160 Sędzia: Vanja Antić, Jelena Jakovljević |

| 8 października 201519:00 | Rumunia          | 29:20(16:10) | Litwa                  | Sala Sporturilor Traian, Râmnicu Vâlcea Widzów: 3000 Sędzia: Jesper Kirkholm Madsen, Henrik Mortensen |
| 8 października 201519:00 | Cristina Neagu 8 | 29:20(16:10) | 6 Laima Bernatavičiūtė | Sala Sporturilor Traian, Râmnicu Vâlcea Widzów: 3000 Sędzia: Jesper Kirkholm Madsen, Henrik Mortensen |
| 8 października 201519:00 | 4× · 2×          | 29:20(16:10) | 4× · 3×                | Sala Sporturilor Traian, Râmnicu Vâlcea Widzów: 3000 Sędzia: Jesper Kirkholm Madsen, Henrik Mortensen |

| 11 października 201513:00 | Litwa                  | 21:28(9:13) | Norwegia    | Kauno sporto halė, Kowno Widzów: 850 Sędzia: Ferenc Bonifert, Viktor Oláh |
| 11 października 201513:00 | Laima Bernatavičiūtė 6 | 21:28(9:13) | 5 Nora Mørk | Kauno sporto halė, Kowno Widzów: 850 Sędzia: Ferenc Bonifert, Viktor Oláh |
| 11 października 201513:00 | 4× · 2×                | 21:28(9:13) | 3× · 2×     | Kauno sporto halė, Kowno Widzów: 850 Sędzia: Ferenc Bonifert, Viktor Oláh |

| 11 października 201515:00 | Białoruś            | 23:25(14:12) | Rumunia           | Pałac Sportu, Mińsk Widzów: 3215 Sędzia: Maike Schilha, Tanja Schilha |
| 11 października 201515:00 | Lilia Arțiuhovici 6 | 23:25(14:12) | 11 Cristina Neagu | Pałac Sportu, Mińsk Widzów: 3215 Sędzia: Maike Schilha, Tanja Schilha |
| 11 października 201515:00 | 3× · 3×             | 23:25(14:12) | 2× · 3×           | Pałac Sportu, Mińsk Widzów: 3215 Sędzia: Maike Schilha, Tanja Schilha |

| 9 marca 201619:00 | Litwa                | 21:29(10:15) | Białoruś           | Kauno sporto halė, Kowno Widzów: 500 Sędzia: Tetyana Rakytina, Iryna Tkachuk |
| 9 marca 201619:00 | Diana Šatkauskaitė 9 | 21:29(10:15) | 6 Karyna Yezhykava | Kauno sporto halė, Kowno Widzów: 500 Sędzia: Tetyana Rakytina, Iryna Tkachuk |
| 9 marca 201619:00 | 4× · 4×              | 21:29(10:15) | 5× · 3×            | Kauno sporto halė, Kowno Widzów: 500 Sędzia: Tetyana Rakytina, Iryna Tkachuk |

| 9 marca 201620:00 | Rumunia           | 25:20(16:9) | Norwegia    | Sala Polivalentă, Kluż-Napoka Widzów: 7 100 Sędzia: Sasa Pandžić, Boris Šatordžija |
| 9 marca 201620:00 | Cristina Neagu 10 | 25:20(16:9) | 6 Nora Mørk | Sala Polivalentă, Kluż-Napoka Widzów: 7 100 Sędzia: Sasa Pandžić, Boris Šatordžija |
| 9 marca 201620:00 | 8× · 3× · 1×      | 25:20(16:9) | 6× · 3×     | Sala Polivalentă, Kluż-Napoka Widzów: 7 100 Sędzia: Sasa Pandžić, Boris Šatordžija |

| 13 marca 201617:00 | Białoruś           | 38:35(18:15) | Litwa                                         | Dworiec sporta „Uruczje”, Mińsk Widzów: 2 650 Sędzia: Said Bounouara, Khalid Sami |
| 13 marca 201617:00 | Karyna Yezhykava 8 | 38:35(18:15) | 7 Laima Bernatavičiūtė · 7 Diana Šatkauskaitė | Dworiec sporta „Uruczje”, Mińsk Widzów: 2 650 Sędzia: Said Bounouara, Khalid Sami |
| 13 marca 201617:00 | 5× · 2×            | 38:35(18:15) | 4× · 3×                                       | Dworiec sporta „Uruczje”, Mińsk Widzów: 2 650 Sędzia: Said Bounouara, Khalid Sami |

| 13 marca 201618:00 | Norwegia     | 27:17(12:8) | Rumunia            | Stavanger Idrettshall, Stavanger Widzów: 6000 Sędzia: Duarte Santos, Ricardo Fonseca |
| 13 marca 201618:00 | Heidi Løke 7 | 27:17(12:8) | 6 Patricia Vizitiu | Stavanger Idrettshall, Stavanger Widzów: 6000 Sędzia: Duarte Santos, Ricardo Fonseca |
| 13 marca 201618:00 | 3× · 2×      | 27:17(12:8) | 1× · 2×            | Stavanger Idrettshall, Stavanger Widzów: 6000 Sędzia: Duarte Santos, Ricardo Fonseca |

| 1 czerwca 201619:00 | Białoruś           | 22:32(9:15) | Norwegia             | Dworiec sporta „Uruczje”, Mińsk Widzów: 2200 Sędzia: Michalis Tzaferopoulos, Andreas Bethmann |
| 1 czerwca 201619:00 | Karyna Yezhykava 7 | 22:32(9:15) | 6 Linn Jørum Sulland | Dworiec sporta „Uruczje”, Mińsk Widzów: 2200 Sędzia: Michalis Tzaferopoulos, Andreas Bethmann |
| 1 czerwca 201619:00 | 3× · 1×            | 22:32(9:15) | 2× · 3×              | Dworiec sporta „Uruczje”, Mińsk Widzów: 2200 Sędzia: Michalis Tzaferopoulos, Andreas Bethmann |

| 1 czerwca 201619:00 | Litwa                  | 24:34(11:20) | Rumunia            | Kauno sporto halė, Kowno Widzów: 500 Sędzia: Silviya Markovska, Jonko Vutov |
| 1 czerwca 201619:00 | Brigita Ivanauskaitė 7 | 24:34(11:20) | 6 Florina Chintoan | Kauno sporto halė, Kowno Widzów: 500 Sędzia: Silviya Markovska, Jonko Vutov |
| 1 czerwca 201619:00 | 3×                     | 24:34(11:20) | 9× · 2×            | Kauno sporto halė, Kowno Widzów: 500 Sędzia: Silviya Markovska, Jonko Vutov |

| 4 czerwca 201619:00 | Rumunia            | 20:23(9:9) | Białoruś           | Sala Polivalentă, Kluż-Napoka Widzów: 3800 Sędzia: Maria Bennani, Safia Bennani |
| 4 czerwca 201619:00 | Aneta Udriștioiu 5 | 20:23(9:9) | 9 Karyna Yezhykava | Sala Polivalentă, Kluż-Napoka Widzów: 3800 Sędzia: Maria Bennani, Safia Bennani |
| 4 czerwca 201619:00 | 2× · 4×            | 20:23(9:9) | 4× · 1× · 1×       | Sala Polivalentă, Kluż-Napoka Widzów: 3800 Sędzia: Maria Bennani, Safia Bennani |

| 4 czerwca 201619:30 | Norwegia          | 36:19(15:10) | Litwa                                         | Oslo Spektrum, Oslo Widzów: 3945 Sędzia: Yves Schols, Roel Zuijlen |
| 4 czerwca 201619:30 | Amanda Kurtović 6 | 36:19(15:10) | 5 Brigita Ivanauskaitė · 5 Diana Šatkauskaitė | Oslo Spektrum, Oslo Widzów: 3945 Sędzia: Yves Schols, Roel Zuijlen |
| 4 czerwca 201619:30 | 4× · 3×           | 36:19(15:10) | 5× · 3×                                       | Oslo Spektrum, Oslo Widzów: 3945 Sędzia: Yves Schols, Roel Zuijlen |

### Grupa 2
| 7 października 201516:05 | Czechy                                   | 33:15(14:5) | Włochy               | Tipsport Arena, Praga Widzów: 1020 Sędzia: Viktorija Kijauskaitė, Aušra Žalienė |
| 7 października 201516:05 | Michaela Hrbková 5 · Markéta Jeřábková 5 | 33:15(14:5) | 8 Anika Niederwieser | Tipsport Arena, Praga Widzów: 1020 Sędzia: Viktorija Kijauskaitė, Aušra Žalienė |
| 7 października 201516:05 | 3× · 2×                                  | 33:15(14:5) | 7× · 3×              | Tipsport Arena, Praga Widzów: 1020 Sędzia: Viktorija Kijauskaitė, Aušra Žalienė |

| 8 października 201518:00 | Serbia                | 34:25(14:12) | Ukraina            | Hala sportova, Kraljevo Widzów: 1200 Sędzia: Diana Carmen Florescu, Anamaria Stoia |
| 8 października 201518:00 | Sanja Radosavljević 9 | 34:25(14:12) | 9 Olha Nikolayenko | Hala sportova, Kraljevo Widzów: 1200 Sędzia: Diana Carmen Florescu, Anamaria Stoia |
| 8 października 201518:00 | 1× · 3×               | 34:25(14:12) | 2× · 3×            | Hala sportova, Kraljevo Widzów: 1200 Sędzia: Diana Carmen Florescu, Anamaria Stoia |

| 11 października 201518:00 | Ukraina                                    | 20:24(12:8) | Czechy             | Karpaty Arena Użhorod, Użhorod Widzów: 1000 Sędzia: Małgorzata Lidacka, Urszula Lesiak |
| 11 października 201518:00 | Viktoriya Borshchenko 5 · Olga Perederiy 5 | 20:24(12:8) | 7 Kamila Kordovska | Karpaty Arena Użhorod, Użhorod Widzów: 1000 Sędzia: Małgorzata Lidacka, Urszula Lesiak |
| 11 października 201518:00 | 7× · 3×                                    | 20:24(12:8) | 3× · 3×            | Karpaty Arena Użhorod, Użhorod Widzów: 1000 Sędzia: Małgorzata Lidacka, Urszula Lesiak |

| 11 października 201519:00 | Włochy               | 19:32(10:15) | Serbia            | Palazzetto dello Sport, Andria Widzów: 1350 Sędzia: Alexey Kiyashko, Dmitriy Kiselev |
| 11 października 201519:00 | Anika Niederwieser 8 | 19:32(10:15) | 8 Jelena Živković | Palazzetto dello Sport, Andria Widzów: 1350 Sędzia: Alexey Kiyashko, Dmitriy Kiselev |
| 11 października 201519:00 | 5× · 3×              | 19:32(10:15) | 3× · 3×           | Palazzetto dello Sport, Andria Widzów: 1350 Sędzia: Alexey Kiyashko, Dmitriy Kiselev |

| 9 marca 201618:00 | Czechy             | 25:30(15:17) | Serbia                  | Euronicshala, Zlin Widzów: 1400 Sędzia: Andre Hansen, Øystein Pettersen |
| 9 marca 201618:00 | Michaela Hrbková 7 | 25:30(15:17) | 7 Katarina Krpež Slezak | Euronicshala, Zlin Widzów: 1400 Sędzia: Andre Hansen, Øystein Pettersen |
| 9 marca 201618:00 | 3× · 4×            | 25:30(15:17) | 5× · 3×                 | Euronicshala, Zlin Widzów: 1400 Sędzia: Andre Hansen, Øystein Pettersen |

| 10 marca 201619:00 | Włochy                | 19:37(10:18) | Ukraina                  | PalaGolfo, Follonica Widzów: 1350 Sędzia: Thomassen, Schmack |
| 10 marca 201619:00 | Anika Niederwieser 10 | 19:37(10:18) | 10 Viktoriya Borshchenko | PalaGolfo, Follonica Widzów: 1350 Sędzia: Thomassen, Schmack |
| 10 marca 201619:00 | 3× · 3×               | 19:37(10:18) | 2× · 3×                  | PalaGolfo, Follonica Widzów: 1350 Sędzia: Thomassen, Schmack |

| 13 marca 201615:30 | Ukraina                 | 36:23(15:6) | Włochy                                 | Karpaty Arena, Użhorod Widzów: 800 Sędzia: Praštalo, Todorović |
| 13 marca 201615:30 | Viktoriya Borshchenko 8 | 36:23(15:6) | 5 Eleonora Costa · 5 Cristina Gheorghe | Karpaty Arena, Użhorod Widzów: 800 Sędzia: Praštalo, Todorović |
| 13 marca 201615:30 | 7× · 3×                 | 36:23(15:6) | 5× · 3×                                | Karpaty Arena, Użhorod Widzów: 800 Sędzia: Praštalo, Todorović |

| 13 marca 201618:00 | Serbia                  | 28:28(15:15) | Czechy             | Hala sportova, Kraljevo Widzów: 2000 Sędzia: Georgi Doychinov, Yulian Goretsov |
| 13 marca 201618:00 | Katarina Krpež Slezak 9 | 28:28(15:15) | 5 Michaela Hrbková | Hala sportova, Kraljevo Widzów: 2000 Sędzia: Georgi Doychinov, Yulian Goretsov |
| 13 marca 201618:00 | 5× · 3×                 | 28:28(15:15) | 3× · 4×            | Hala sportova, Kraljevo Widzów: 2000 Sędzia: Georgi Doychinov, Yulian Goretsov |

| 1 czerwca 201619:00 | Ukraina        | 26:31(12:15) | Serbia                  | Pałac Sportu w Kijowie, Kijów Widzów: 980 Sędzia: Boris Mandák, Mário Rudinský |
| 1 czerwca 201619:00 | Iryna Glibko 9 | 26:31(12:15) | 7 Katarina Krpež Slezak | Pałac Sportu w Kijowie, Kijów Widzów: 980 Sędzia: Boris Mandák, Mário Rudinský |
| 1 czerwca 201619:00 | 4× · 2×        | 26:31(12:15) | 7× · 3×                 | Pałac Sportu w Kijowie, Kijów Widzów: 980 Sędzia: Boris Mandák, Mário Rudinský |

| 1 czerwca 201620:00 | Włochy              | 19:29(11:15) | Czechy                                  | Pala San Giacomo, Bari Widzów: 1000 Sędzia: Karina Christiansen, Line Hesseldal Hansen |
| 1 czerwca 201620:00 | Cristina Gheorghe 8 | 19:29(11:15) | 5 Kamila Kordovska · 5 Michaela Hrbková | Pala San Giacomo, Bari Widzów: 1000 Sędzia: Karina Christiansen, Line Hesseldal Hansen |
| 1 czerwca 201620:00 | 5× · 3×             | 19:29(11:15) | 1× · 3×                                 | Pala San Giacomo, Bari Widzów: 1000 Sędzia: Karina Christiansen, Line Hesseldal Hansen |

| 4 czerwca 201618:00 | Serbia                  | 36:18(21:10) | Włochy                      | Sports Hall, Kraljevo Widzów: 700 Sędzia: Ferenc Bonifert, Viktor Oláh |
| 4 czerwca 201618:00 | Katarina Krpež Slezak 7 | 36:18(21:10) | 6 Cristina Viorica Gheorghe | Sports Hall, Kraljevo Widzów: 700 Sędzia: Ferenc Bonifert, Viktor Oláh |
| 4 czerwca 201618:00 | 4× · 3×                 | 36:18(21:10) | 4× · 3×                     | Sports Hall, Kraljevo Widzów: 700 Sędzia: Ferenc Bonifert, Viktor Oláh |

| 4 czerwca 201618:10 | Czechy              | 31:30(15:12) | Ukraina         | Sportovní hala Most, Most Widzów: 925 Sędzia: Erdoan Vitaku, Arsim Vitaku |
| 4 czerwca 201618:10 | Markéta Jeřábková 8 | 31:30(15:12) | 10 Irina Glibko | Sportovní hala Most, Most Widzów: 925 Sędzia: Erdoan Vitaku, Arsim Vitaku |
| 4 czerwca 201618:10 | 1× · 4×             | 31:30(15:12) | 2× · 4× · 1×    | Sportovní hala Most, Most Widzów: 925 Sędzia: Erdoan Vitaku, Arsim Vitaku |

### Grupa 3
| 7 października 201519:30 | Holandia       | 45:24(24:16) | Bułgaria             | Topsportcentrum Rotterdam, Rotterdam Widzów: 2000 Sędzia: Sirbu, Suponicov |
| 7 października 201519:30 | Lois Abbingh 7 | 45:24(24:16) | 8 Elizabeth Omoregie | Topsportcentrum Rotterdam, Rotterdam Widzów: 2000 Sędzia: Sirbu, Suponicov |
| 7 października 201519:30 | 3× · 3×        | 45:24(24:16) | 5× · 3×              | Topsportcentrum Rotterdam, Rotterdam Widzów: 2000 Sędzia: Sirbu, Suponicov |

| 7 października 201520:45 | Hiszpania             | 25:15(13:6) | Austria        | Multiúsos Fontes do Sar, Santiago de Compostela Widzów: 2800 Sędzia: Leandersson, Lindroos |
| 7 października 201520:45 | Marta López Herrero 5 | 25:15(13:6) | 5 Katrin Engel | Multiúsos Fontes do Sar, Santiago de Compostela Widzów: 2800 Sędzia: Leandersson, Lindroos |
| 7 października 201520:45 | 2× · 3×               | 25:15(13:6) | 2× · 3×        | Multiúsos Fontes do Sar, Santiago de Compostela Widzów: 2800 Sędzia: Leandersson, Lindroos |

| 11 października 201517:00 | Bułgaria          | 14:39(8:20) | Hiszpania            | Sportna zala Orłowec, Gabrowo Widzów: 500 Sędzia: Joanna Brehmer, Agnieszka Skowronek |
| 11 października 201517:00 | Daniela Kotseva 3 | 14:39(8:20) | 6 Nely Carla Alberto | Sportna zala Orłowec, Gabrowo Widzów: 500 Sędzia: Joanna Brehmer, Agnieszka Skowronek |
| 11 października 201517:00 | 1× · 3×           | 14:39(8:20) | 1× · 3×              | Sportna zala Orłowec, Gabrowo Widzów: 500 Sędzia: Joanna Brehmer, Agnieszka Skowronek |

| 11 października 201518:15 | Austria        | 25:31(11:13) | Holandia       | BSFZ Südstadt, Maria Enzersdorf Widzów: 800 Sędzia: Jelena Vujačić, Anđelina Kažanegra |
| 11 października 201518:15 | Katrin Engel 7 | 25:31(11:13) | 6 Lois Abbingh | BSFZ Südstadt, Maria Enzersdorf Widzów: 800 Sędzia: Jelena Vujačić, Anđelina Kažanegra |
| 11 października 201518:15 | 3× · 3×        | 25:31(11:13) | 5× · 2×        | BSFZ Südstadt, Maria Enzersdorf Widzów: 800 Sędzia: Jelena Vujačić, Anđelina Kažanegra |

| 9 marca 201618:00 | Bułgaria                          | 20:33(10:13) | Austria              | Sportna zala Orłowec, Gabrowo Widzów: 400 Sędzia: Roberto Scevola, Tal Alperan |
| 9 marca 201618:00 | Stefka Agova 5 · Gloria Pavlova 5 | 20:33(10:13) | 8 Beate Scheffknecht | Sportna zala Orłowec, Gabrowo Widzów: 400 Sędzia: Roberto Scevola, Tal Alperan |
| 9 marca 201618:00 | 2× · 3×                           | 20:33(10:13) | 3× · 3×              | Sportna zala Orłowec, Gabrowo Widzów: 400 Sędzia: Roberto Scevola, Tal Alperan |

| 9 marca 201619:00 | Holandia         | 31:21(13:10) | Hiszpania    | Topsportcentrum, Almere Widzów: 3000 Sędzia: Péter Horváth, Balázs Márton |
| 9 marca 201619:00 | Danick Snelder 7 | 31:21(13:10) | 9 Nerea Pena | Topsportcentrum, Almere Widzów: 3000 Sędzia: Péter Horváth, Balázs Márton |
| 9 marca 201619:00 | 3× · 3×          | 31:21(13:10) | 4× · 2×      | Topsportcentrum, Almere Widzów: 3000 Sędzia: Péter Horváth, Balázs Márton |

| 12 marca 201613:00 | Hiszpania              | 32:29(20:11) | Holandia       | Palacio de los Deportes de León, León Widzów: 3000 Sędzia: Christiansen, Hansen |
| 12 marca 201613:00 | Alexandrina Barbosa 10 | 32:29(20:11) | 7 Yvette Broch | Palacio de los Deportes de León, León Widzów: 3000 Sędzia: Christiansen, Hansen |
| 12 marca 201613:00 | 4× · 3× · 1×           | 32:29(20:11) | 7× · 4×        | Palacio de los Deportes de León, León Widzów: 3000 Sędzia: Christiansen, Hansen |

| 12 marca 201620:25 | Austria              | 39:27(19:12) | Bułgaria         | Handball-Arena Rieden/Vorkloster, Bregencja Widzów: 1400 Sędzia: Katsikis, Michailidis |
| 12 marca 201620:25 | Beate Scheffknecht 8 | 39:27(19:12) | 9 Lora Sarandeva | Handball-Arena Rieden/Vorkloster, Bregencja Widzów: 1400 Sędzia: Katsikis, Michailidis |
| 12 marca 201620:25 | 4× · 3×              | 39:27(19:12) | 5× · 1×          | Handball-Arena Rieden/Vorkloster, Bregencja Widzów: 1400 Sędzia: Katsikis, Michailidis |

| 1 czerwca 201618:00 | Bułgaria          | 16:45(8:19) | Holandia             | Sportna zala Orłowec, Gabrowo Widzów: 250 Sędzia: Emil Aghakishi, Ernest Aghakishi |
| 1 czerwca 201618:00 | Sonya Bogdanova 6 | 16:45(8:19) | 8 Jurswailly Luciano | Sportna zala Orłowec, Gabrowo Widzów: 250 Sędzia: Emil Aghakishi, Ernest Aghakishi |
| 1 czerwca 201618:00 | 2× · 3×           | 16:45(8:19) | 4× · 3×              | Sportna zala Orłowec, Gabrowo Widzów: 250 Sędzia: Emil Aghakishi, Ernest Aghakishi |

| 1 czerwca 201620:25 | Austria        | 26:33(12:16) | Hiszpania          | Olympiahalle, Innsbruck Widzów: 1400 Sędzia: Karim Gasmi, Raouf Gasmi |
| 1 czerwca 201620:25 | Katrin Engel 9 | 26:33(12:16) | 8 Macarena Aguilar | Olympiahalle, Innsbruck Widzów: 1400 Sędzia: Karim Gasmi, Raouf Gasmi |
| 1 czerwca 201620:25 | 5× · 3× · 1×   | 26:33(12:16) | 5× · 3×            | Olympiahalle, Innsbruck Widzów: 1400 Sędzia: Karim Gasmi, Raouf Gasmi |

| 4 czerwca 201616:00 | Holandia       | 35:22(18:11) | Austria                       | Maaspoort Sports & Events, ’s-Hertogenbosch Widzów: 2600 Sędzia: Marija Ilieva, Silvana Karbeska |
| 4 czerwca 201616:00 | Lois Abbingh 9 | 35:22(18:11) | 6 Sonja Frey · 6 Katrin Engel | Maaspoort Sports & Events, ’s-Hertogenbosch Widzów: 2600 Sędzia: Marija Ilieva, Silvana Karbeska |
| 4 czerwca 201616:00 | 1× · 3×        | 35:22(18:11) | 6× · 4×                       | Maaspoort Sports & Events, ’s-Hertogenbosch Widzów: 2600 Sędzia: Marija Ilieva, Silvana Karbeska |

| 4 czerwca 201618:00 | Hiszpania                              | 42:11(21:7) | Bułgaria         | Polideportivo Ciudad Jardín, Malaga Widzów: 2000 Sędzia: Marta Sa, Vania Sa |
| 4 czerwca 201618:00 | Marta Mangué 6 · Ana Isabel Martinez 6 | 42:11(21:7) | 3 Lora Sarandeva | Polideportivo Ciudad Jardín, Malaga Widzów: 2000 Sędzia: Marta Sa, Vania Sa |
| 4 czerwca 201618:00 | 2× · 3×                                | 42:11(21:7) | 2× · 3×          | Polideportivo Ciudad Jardín, Malaga Widzów: 2000 Sędzia: Marta Sa, Vania Sa |

### Grupa 4
| 7 października 201519:00 | Chorwacja         | 27:19(14:11) | Słowenia        | Školska sportska dvorana, Umag Widzów: 1000 Sędzia: Jiri Opava, Pavel Válek |
| 7 października 201519:00 | Andrea Penezić 10 | 27:19(14:11) | 7 Tamara Mavsar | Školska sportska dvorana, Umag Widzów: 1000 Sędzia: Jiri Opava, Pavel Válek |
| 7 października 201519:00 | 1× · 4×           | 27:19(14:11) | 4× · 1× · 1×    | Školska sportska dvorana, Umag Widzów: 1000 Sędzia: Jiri Opava, Pavel Válek |

| 7 października 201519:30 | Czarnogóra           | 21:14(12:8) | Macedonia Północna    | Sportska Dvorana Topolica, Bar Widzów: 2200 Sędzia: Kjersti Arntsen, Guro Røen |
| 7 października 201519:30 | Katarina Bulatović 6 | 21:14(12:8) | 4 Elena Gjeorgjievska | Sportska Dvorana Topolica, Bar Widzów: 2200 Sędzia: Kjersti Arntsen, Guro Røen |
| 7 października 201519:30 | 2× · 1×              | 21:14(12:8) | 2× · 3×               | Sportska Dvorana Topolica, Bar Widzów: 2200 Sędzia: Kjersti Arntsen, Guro Røen |

| 10 października 201520:15 | Macedonia Północna | 22:36(11:15) | Chorwacja        | SRC Kale, Skopje Widzów: 800 Sędzia: Ana Vranes, Marlis Wenninger |
| 10 października 201520:15 | Sara Ristovska 8   | 22:36(11:15) | 9 Andrea Penezić | SRC Kale, Skopje Widzów: 800 Sędzia: Ana Vranes, Marlis Wenninger |
| 10 października 201520:15 | 5× · 3×            | 22:36(11:15) | 4× · 3×          | SRC Kale, Skopje Widzów: 800 Sędzia: Ana Vranes, Marlis Wenninger |

| 11 października 201516:00 | Słowenia                            | 20:22(11:11) | Czarnogóra           | Športna dvorana Kodeljevo, Lublana Widzów: 1000 Sędzia: Năstase, Stancu |
| 11 października 201516:00 | Tamara Mavsar 6 · Barbara Lazović 6 | 20:22(11:11) | 9 Katarina Bulatović | Športna dvorana Kodeljevo, Lublana Widzów: 1000 Sędzia: Năstase, Stancu |
| 11 października 201516:00 | 6× · 2×                             | 20:22(11:11) | 5× · 2×              | Športna dvorana Kodeljevo, Lublana Widzów: 1000 Sędzia: Năstase, Stancu |

| 10 marca 201617:30 | Słowenia          | 35:17(18:8) | Macedonia Północna     | Športna dvorana Ljudski Vrt, Maribor Widzów: 1500 Sędzia: Simone Zendali, Stefano Riello |
| 10 marca 201617:30 | Barbara Lazović 6 | 35:17(18:8) | 5 Teodora Keramichieva | Športna dvorana Ljudski Vrt, Maribor Widzów: 1500 Sędzia: Simone Zendali, Stefano Riello |
| 10 marca 201617:30 | 3×                | 35:17(18:8) | 2× · 2×                | Športna dvorana Ljudski Vrt, Maribor Widzów: 1500 Sędzia: Simone Zendali, Stefano Riello |

| 10 marca 201620:00 | Chorwacja         | 23:22(13:13) | Czarnogóra         | Spaladium Arena, Split Widzów: 4 500 Sędzia: Evgeny Zotin, Nikolay Volodkov |
| 10 marca 201620:00 | Andrea Penezić 11 | 23:22(13:13) | 10 Milena Raičević | Spaladium Arena, Split Widzów: 4 500 Sędzia: Evgeny Zotin, Nikolay Volodkov |
| 10 marca 201620:00 | 3× · 3×           | 23:22(13:13) | 2× · 3×            | Spaladium Arena, Split Widzów: 4 500 Sędzia: Evgeny Zotin, Nikolay Volodkov |

| 12 marca 201620:00 | Macedonia Północna   | 21:22(10:11) | Słowenia        | SRC Kale, Skopje Widzów: 800 Sędzia: Denis Bolic, Christoph Hurich |
| 12 marca 201620:00 | Simona Stojanovska 5 | 21:22(10:11) | 7 Tamara Mavsar | SRC Kale, Skopje Widzów: 800 Sędzia: Denis Bolic, Christoph Hurich |
| 12 marca 201620:00 | 2× · 2× · 1×         | 21:22(10:11) | 4× · 2×         | SRC Kale, Skopje Widzów: 800 Sędzia: Denis Bolic, Christoph Hurich |

| 12 marca 201620:30 | Czarnogóra           | 31:29(19:15) | Chorwacja        | Sportska Dvorana Topolica, Bar Widzów: 3200 Sędzia: Aleksandar Jović, Nedim Arnautović |
| 12 marca 201620:30 | Katarina Bulatović 8 | 31:29(19:15) | 8 Andrea Penezić | Sportska Dvorana Topolica, Bar Widzów: 3200 Sędzia: Aleksandar Jović, Nedim Arnautović |
| 12 marca 201620:30 | 2× · 3×              | 31:29(19:15) | 4× · 3×          | Sportska Dvorana Topolica, Bar Widzów: 3200 Sędzia: Aleksandar Jović, Nedim Arnautović |

| 1 czerwca 201618:00 | Słowenia                  | 24:23(9:11) | Chorwacja     | Dvorana Golovec, Celje Widzów: 2200 Sędzia: Péter Horváth, Balázs Marton |
| 1 czerwca 201618:00 | Ana Gros 8 · Neli Irman 8 | 24:23(9:11) | 8 Sonja Bašić | Dvorana Golovec, Celje Widzów: 2200 Sędzia: Péter Horváth, Balázs Marton |
| 1 czerwca 201618:00 | 6× · 4×                   | 24:23(9:11) | 3× · 3×       | Dvorana Golovec, Celje Widzów: 2200 Sędzia: Péter Horváth, Balázs Marton |

| 2 czerwca 201618:00 | Macedonia Północna | 21:27(12:13) | Czarnogóra         | SRC Kale, Skopje Widzów: 550 Sędzia: Dorian Sirbu, Valentin Suponicov |
| 2 czerwca 201618:00 | Sara Ristovska 6   | 21:27(12:13) | 7 Đurđina Jauković | SRC Kale, Skopje Widzów: 550 Sędzia: Dorian Sirbu, Valentin Suponicov |
| 2 czerwca 201618:00 | 3× · 3×            | 21:27(12:13) | 2× · 3×            | SRC Kale, Skopje Widzów: 550 Sędzia: Dorian Sirbu, Valentin Suponicov |

| 5 czerwca 201618:00 | Chorwacja        | 35:19(17:7) | Macedonia Północna   | Centar Zamet, Rijeka Widzów: 900 Sędzia: Emil Blanck, Andreas Isen |
| 5 czerwca 201618:00 | Andrea Penezić 7 | 35:19(17:7) | 3 cztery zawodniczki | Centar Zamet, Rijeka Widzów: 900 Sędzia: Emil Blanck, Andreas Isen |
| 5 czerwca 201618:00 | 3× · 3×          | 35:19(17:7) | 1× · 3×              | Centar Zamet, Rijeka Widzów: 900 Sędzia: Emil Blanck, Andreas Isen |

| 5 czerwca 201620:00 | Czarnogóra         | 24:22(13:11) | Słowenia          | Sportska dvorana Nikoljac, Bijelo Polje Widzów: 2000 Sędzia: Jesper Kirkholm Madsen, Henrik Mortensen |
| 5 czerwca 201620:00 | Milena Raičević 11 | 24:22(13:11) | 8 Barbara Lazović | Sportska dvorana Nikoljac, Bijelo Polje Widzów: 2000 Sędzia: Jesper Kirkholm Madsen, Henrik Mortensen |
| 5 czerwca 201620:00 | 4× · 3×            | 24:22(13:11) | 5× · 4×           | Sportska dvorana Nikoljac, Bijelo Polje Widzów: 2000 Sędzia: Jesper Kirkholm Madsen, Henrik Mortensen |

### Grupa 5
| 7 października 201520:00 | Polska                  | 29:12(13:8) | Finlandia        | Hala widowiskowo-sportowa, Lubin Widzów: 3400 Sędzia: Dennis Engkebølle Stenrand, Anders Kaerlund Birch |
| 7 października 201520:00 | Karolina Kudłacz-Gloc 5 | 29:12(13:8) | 5 Linda Cainberg | Hala widowiskowo-sportowa, Lubin Widzów: 3400 Sędzia: Dennis Engkebølle Stenrand, Anders Kaerlund Birch |
| 7 października 201520:00 | 1× · 3×                 | 29:12(13:8) | 2× · 3×          | Hala widowiskowo-sportowa, Lubin Widzów: 3400 Sędzia: Dennis Engkebølle Stenrand, Anders Kaerlund Birch |

| 8 października 201518:00 | Węgry           | 32:19(15:8) | Słowacja          | OBO Aréna Dabas, Dabas Widzów: 2000 Sędzia: Branka Marić, Zorica Mašić |
| 8 października 201518:00 | Szabina Mayer 5 | 32:19(15:8) | 5 Simona Szarková | OBO Aréna Dabas, Dabas Widzów: 2000 Sędzia: Branka Marić, Zorica Mašić |
| 8 października 201518:00 | 3×              | 32:19(15:8) | 4× · 3×           | OBO Aréna Dabas, Dabas Widzów: 2000 Sędzia: Branka Marić, Zorica Mašić |

| 10 października 201518:00 | Słowacja           | 21:23(11:14) | Polska             | Mestská športová hala, Šaľa Widzów: 2127 Sędzia: Victoria Alpaidze, Tatyana Berezkina |
| 10 października 201518:00 | Martina Školková 9 | 21:23(11:14) | 5 Iwona Niedźwiedź | Mestská športová hala, Šaľa Widzów: 2127 Sędzia: Victoria Alpaidze, Tatyana Berezkina |
| 10 października 201518:00 | 1× · 4×            | 21:23(11:14) | 4× · 4×            | Mestská športová hala, Šaľa Widzów: 2127 Sędzia: Victoria Alpaidze, Tatyana Berezkina |

| 11 października 201514:00 | Finlandia         | 25:38(13:16) | Węgry              | Sisu Arena, Karis Widzów: 500 Sędzia: Tatjana Praštalo, Vesna Todorović |
| 11 października 201514:00 | Pamela Degerman 7 | 25:38(13:16) | 9 Zita Szucsánszki | Sisu Arena, Karis Widzów: 500 Sędzia: Tatjana Praštalo, Vesna Todorović |
| 11 października 201514:00 | 2× · 4×           | 25:38(13:16) | 4× · 3×            | Sisu Arena, Karis Widzów: 500 Sędzia: Tatjana Praštalo, Vesna Todorović |

| 9 marca 201618:30 | Finlandia                                            | 15:29(8:15) | Słowacja            | Energia Areena, Vantaa Widzów: 700 Sędzia: Maria Bennani, Safia Bennani |
| 9 marca 201618:30 | Martin Genberg 3 · Alexandra Roos 3 · Ida Väyrynen 3 | 15:29(8:15) | 6 Tetyana Trehubová | Energia Areena, Vantaa Widzów: 700 Sędzia: Maria Bennani, Safia Bennani |
| 9 marca 201618:30 | 4× · 3×                                              | 15:29(8:15) | 6× · 3×             | Energia Areena, Vantaa Widzów: 700 Sędzia: Maria Bennani, Safia Bennani |

| 9 marca 201620:30 | Polska              | 24:27(13:13) | Węgry                     | Hala Widowiskowo-Sportowa, Koszalin Widzów: 3000 Sędzia: Jelena Vujačić, Anđelina Kažanegra |
| 9 marca 201620:30 | Karolina Siódmiak 5 | 24:27(13:13) | 6 Szandra Szöllősi-Zácsik | Hala Widowiskowo-Sportowa, Koszalin Widzów: 3000 Sędzia: Jelena Vujačić, Anđelina Kažanegra |
| 9 marca 201620:30 | 2× · 4×             | 24:27(13:13) | 3× · 2×                   | Hala Widowiskowo-Sportowa, Koszalin Widzów: 3000 Sędzia: Jelena Vujačić, Anđelina Kažanegra |

| 12 marca 201616:00 | Słowacja           | 25:8(11:3) | Finlandia                          | Mestská športová hala, Partizánske Widzów: 1200 Sędzia: Marija Ilieva, Silvana Karbeska |
| 12 marca 201616:00 | Martina Školková 7 | 25:8(11:3) | 2 Johanna Hilli · 2 Annika Näräkkä | Mestská športová hala, Partizánske Widzów: 1200 Sędzia: Marija Ilieva, Silvana Karbeska |
| 12 marca 201616:00 | 4× · 4×            | 25:8(11:3) | 1× · 4×                            | Mestská športová hala, Partizánske Widzów: 1200 Sędzia: Marija Ilieva, Silvana Karbeska |

| 13 marca 201618:30 | Węgry                | 25:26(16:17) | Polska              | Érd Aréna, Érd Widzów: 2200 Sędzia: Viktorija Kijauskaitė, Ausra Žalienė |
| 13 marca 201618:30 | Krisztina Triscsuk 7 | 25:26(16:17) | 7 Monika Kobylińska | Érd Aréna, Érd Widzów: 2200 Sędzia: Viktorija Kijauskaitė, Ausra Žalienė |
| 13 marca 201618:30 | 3× · 3×              | 25:26(16:17) | 3× · 3×             | Érd Aréna, Érd Widzów: 2200 Sędzia: Viktorija Kijauskaitė, Ausra Žalienė |

| 1 czerwca 201618:00 | Słowacja           | 23:32(12:15) | Węgry                | Chemkostav Aréna, Michalovce Widzów: 1600 Sędzia: Cristina Nastase, Simona Raluca Stancu |
| 1 czerwca 201618:00 | Martina Školková 6 | 23:32(12:15) | 6 Krisztina Triscsuk | Chemkostav Aréna, Michalovce Widzów: 1600 Sędzia: Cristina Nastase, Simona Raluca Stancu |
| 1 czerwca 201618:00 | 2× · 3×            | 23:32(12:15) | 4× · 2×              | Chemkostav Aréna, Michalovce Widzów: 1600 Sędzia: Cristina Nastase, Simona Raluca Stancu |

| 1 czerwca 201618:30 | Finlandia                                                | 11:33(3:17) | Polska                  | Energia Areena, Vantaa Widzów: 400 Sędzia: Ingvar Gudjonsson, Eydun Lindenskov Samuelsen |
| 1 czerwca 201618:30 | Bettina Lillqvist 2 · Johanna Hilli 2 · Linda Cainberg 2 | 11:33(3:17) | 9 Karolina Kudłacz-Gloc | Energia Areena, Vantaa Widzów: 400 Sędzia: Ingvar Gudjonsson, Eydun Lindenskov Samuelsen |
| 1 czerwca 201618:30 | 1× · 3×                                                  | 11:33(3:17) | 1× · 3×                 | Energia Areena, Vantaa Widzów: 400 Sędzia: Ingvar Gudjonsson, Eydun Lindenskov Samuelsen |

| 4 czerwca 201620:00 | Polska                  | 28:25(15:13) | Słowacja         | Orlen Arena, Płock Widzów: 1700 Sędzia: Robin Sager, Stefan Styger |
| 4 czerwca 201620:00 | Karolina Kudłacz-Gloc 8 | 28:25(15:13) | 5 Julia Kučerová | Orlen Arena, Płock Widzów: 1700 Sędzia: Robin Sager, Stefan Styger |
| 4 czerwca 201620:00 | 3×                      | 28:25(15:13) | 2× · 4×          | Orlen Arena, Płock Widzów: 1700 Sędzia: Robin Sager, Stefan Styger |

| 5 czerwca 201618:00 | Węgry             | 44:13(21:5) | Finlandia        | Érd Aréna, Érd Widzów: 1500 Sędzia: Vagif Aliyev, Alekper Aghakishiyev |
| 5 czerwca 201618:00 | Viktória Lukács 6 | 44:13(21:5) | 5 Linda Cainberg | Érd Aréna, Érd Widzów: 1500 Sędzia: Vagif Aliyev, Alekper Aghakishiyev |
| 5 czerwca 201618:00 | 4× · 3×           | 44:13(21:5) | 2× · 3×          | Érd Aréna, Érd Widzów: 1500 Sędzia: Vagif Aliyev, Alekper Aghakishiyev |

### Grupa 6
| 8 października 201519:00 | Rosja                  | 39:19(20:10) | Portugalia                                                   | Pałac Sportu, Rostów nad Donem Widzów: 3500 Sędzia: Tzaferopoulos, Bethmann |
| 8 października 201519:00 | Yekaterina Davydenko 7 | 39:19(20:10) | 5 Erica Isabel Correia Tavares · 5 Patricia Emidio Rodrigues | Pałac Sportu, Rostów nad Donem Widzów: 3500 Sędzia: Tzaferopoulos, Bethmann |
| 8 października 201519:00 | 4× · 3×                | 39:19(20:10) | 4× · 3×                                                      | Pałac Sportu, Rostów nad Donem Widzów: 3500 Sędzia: Tzaferopoulos, Bethmann |

| 8 października 201520:15 | Dania                           | 28:19(16:10) | Turcja          | Ceres Arena, Aarhus Widzów: 4086 Sędzia: Dzmitry Nabokau, Siarhei Kulik |
| 8 października 201520:15 | Ann Grete Osterballe-Nørgaard 6 | 28:19(16:10) | 9 Yasemin Şahin | Ceres Arena, Aarhus Widzów: 4086 Sędzia: Dzmitry Nabokau, Siarhei Kulik |
| 8 października 201520:15 | 6× · 3×                         | 28:19(16:10) | 5× · 4× · 1×    | Ceres Arena, Aarhus Widzów: 4086 Sędzia: Dzmitry Nabokau, Siarhei Kulik |

| 11 października 201516:10 | Portugalia                  | 21:26(10:14) | Dania                                   | Pavilhão Multiusos, Pinhel Widzów: 1700 Sędzia: Charlotte Bonaventura, Julie Bonaventura |
| 11 października 201516:10 | Patricia Emidio Rodrigues 5 | 21:26(10:14) | 4 Maria Fisker · 4 Kristina Kristiansen | Pavilhão Multiusos, Pinhel Widzów: 1700 Sędzia: Charlotte Bonaventura, Julie Bonaventura |
| 11 października 201516:10 | 6× · 3×                     | 21:26(10:14) | 4× · 3×                                 | Pavilhão Multiusos, Pinhel Widzów: 1700 Sędzia: Charlotte Bonaventura, Julie Bonaventura |

| 11 października 201517:00 | Turcja          | 30:44(14:25) | Rosja               | THF Spor Salonu, Ankara Widzów: 800 Sędzia: Sasa Pandžić, Boris Šatordžija |
| 11 października 201517:00 | Yasemin Şahin 8 | 30:44(14:25) | 9 Yekaterina Ilyina | THF Spor Salonu, Ankara Widzów: 800 Sędzia: Sasa Pandžić, Boris Šatordžija |
| 11 października 201517:00 | 9× · 3× · 1×    | 30:44(14:25) | 6× · 3× · 1×        | THF Spor Salonu, Ankara Widzów: 800 Sędzia: Sasa Pandžić, Boris Šatordžija |

| 9 marca 201619:00 | Rosja              | 31:27(16:12) | Dania             | Sportkompleks Zwiezdnyj, Astrachań Widzów: 5000 Sędzia: Jiří Opava, Pavel Válek |
| 9 marca 201619:00 | Anna Wiachiriewa 9 | 31:27(16:12) | 6 Stine Jørgensen | Sportkompleks Zwiezdnyj, Astrachań Widzów: 5000 Sędzia: Jiří Opava, Pavel Válek |
| 9 marca 201619:00 | 4× · 3×            | 31:27(16:12) | 1× · 3×           | Sportkompleks Zwiezdnyj, Astrachań Widzów: 5000 Sędzia: Jiří Opava, Pavel Válek |

| 10 marca 201620:00 | Portugalia                                                             | 24:23(11:11) | Turcja             | Pavilhão Desportivo, São Pedro do Sul Widzów: 1025 Sędzia: Marco Di Domenico, Lorenzo Fornasier |
| 10 marca 201620:00 | Claudia Salome Semedo Goncalves Correia 4 · Bebiana Rodrigues Sabino 4 | 24:23(11:11) | 7 Ceren Demirçelen | Pavilhão Desportivo, São Pedro do Sul Widzów: 1025 Sędzia: Marco Di Domenico, Lorenzo Fornasier |
| 10 marca 201620:00 | 1× · 3×                                                                | 24:23(11:11) | 1× · 4×            | Pavilhão Desportivo, São Pedro do Sul Widzów: 1025 Sędzia: Marco Di Domenico, Lorenzo Fornasier |

| 12 marca 201617:10 | Dania               | 22:24(8:14) | Rosja                                   | Arena Næstved, Næstved Widzów: 3011 Sędzia: Csaba Kékes, Pál Kékes |
| 12 marca 201617:10 | Anne Mette Hansen 6 | 22:24(8:14) | 4 Darya Dmitriyeva · 4 Anna Wiachiriewa | Arena Næstved, Næstved Widzów: 3011 Sędzia: Csaba Kékes, Pál Kékes |
| 12 marca 201617:10 | 4× · 3×             | 22:24(8:14) | 5× · 2×                                 | Arena Næstved, Næstved Widzów: 3011 Sędzia: Csaba Kékes, Pál Kékes |

| 13 marca 201616:00 | Turcja          | 37:31(17:18) | Portugalia               | THF Spor Salonu, Ankara Widzów: 550 Sędzia: Cristina Năstase, Simona Raluca Stancu |
| 13 marca 201616:00 | Betül Yılmaz 11 | 37:31(17:18) | 7 Monica Oliveira Soares | THF Spor Salonu, Ankara Widzów: 550 Sędzia: Cristina Năstase, Simona Raluca Stancu |
| 13 marca 201616:00 | 3× · 3×         | 37:31(17:18) | 2× · 3×                  | THF Spor Salonu, Ankara Widzów: 550 Sędzia: Cristina Năstase, Simona Raluca Stancu |

| 1 czerwca 201620:00 | Turcja                | 23:26(11:12) | Dania             | Spor Salonu, Rize Widzów: 1000 Sędzia: Roberto Scevola, Tal Alperan |
| 1 czerwca 201620:00 | Serpil İskenderoğlu 8 | 23:26(11:12) | 6 Stine Jørgensen | Spor Salonu, Rize Widzów: 1000 Sędzia: Roberto Scevola, Tal Alperan |
| 1 czerwca 201620:00 | 2× · 3×               | 23:26(11:12) | 4× · 3×           | Spor Salonu, Rize Widzów: 1000 Sędzia: Roberto Scevola, Tal Alperan |

| 2 czerwca 201619:45 | Portugalia               | 22:25(6:13) | Rosja                       | Pavilhão Municipal das Travessas, São João da Madeira Widzów: 1000 Sędzia: Radojko Brkic, Andrei Jusufhodzic |
| 2 czerwca 201619:45 | Monica Oliveira Soares 5 | 22:25(6:13) | 6 Antonina Skorobogatchenko | Pavilhão Municipal das Travessas, São João da Madeira Widzów: 1000 Sędzia: Radojko Brkic, Andrei Jusufhodzic |
| 2 czerwca 201619:45 | 4× · 3×                  | 22:25(6:13) | 4× · 4×                     | Pavilhão Municipal das Travessas, São João da Madeira Widzów: 1000 Sędzia: Radojko Brkic, Andrei Jusufhodzic |

| 5 czerwca 201616:00 | Rosja                   | 37:25(21:14) | Turcja         | Pałac Sportu "Olimp", Krasnodar Widzów: 2200 Sędzia: Angelos Argyridis, Christos Mouttas |
| 5 czerwca 201616:00 | Władlena Bobrownikowa 5 | 37:25(21:14) | 7 Betül Yılmaz | Pałac Sportu "Olimp", Krasnodar Widzów: 2200 Sędzia: Angelos Argyridis, Christos Mouttas |
| 5 czerwca 201616:00 | 3× · 3×                 | 37:25(21:14) | 4× · 3×        | Pałac Sportu "Olimp", Krasnodar Widzów: 2200 Sędzia: Angelos Argyridis, Christos Mouttas |

| 5 czerwca 201617:10 | Dania                | 33:17(11:7) | Portugalia                                               | Ceres Arena, Aarhus Widzów: 2834 Sędzia: Tatjana Praštalo, Vesna Todorović |
| 5 czerwca 201617:10 | Anna Sophie Okkels 7 | 33:17(11:7) | 3 Monica Oliveira Soares · 3 Maria Ines Da Silva Pereira | Ceres Arena, Aarhus Widzów: 2834 Sędzia: Tatjana Praštalo, Vesna Todorović |
| 5 czerwca 201617:10 | 2× · 1×              | 33:17(11:7) | 4× · 3×                                                  | Ceres Arena, Aarhus Widzów: 2834 Sędzia: Tatjana Praštalo, Vesna Todorović |

### Grupa 7
| 7 października 201519:30 | Niemcy               | 29:18(13:10) | Szwajcaria        | HUK-Coburg Arena, Coburg Widzów: 2024 Sędzia: Georgios Panayides, Marios Andreou |
| 7 października 201519:30 | Kim Naidzinavicius 6 | 29:18(13:10) | 6 Sibylle Scherer | HUK-Coburg Arena, Coburg Widzów: 2024 Sędzia: Georgios Panayides, Marios Andreou |
| 7 października 201519:30 | 2× · 3×              | 29:18(13:10) | 3× · 3×           | HUK-Coburg Arena, Coburg Widzów: 2024 Sędzia: Georgios Panayides, Marios Andreou |

| 8 października 201519:00 | Francja                                               | 27:17(11:8) | Islandia             | Azur Arena, Antibes Widzów: 2800 Sędzia: Javier Álvarez Mata, Yon Bustamante López |
| 8 października 201519:00 | Allison Pineau 4 · Manon Houette 4 · Siraba Dembélé 4 | 27:17(11:8) | 3 cztery zawodniczki | Azur Arena, Antibes Widzów: 2800 Sędzia: Javier Álvarez Mata, Yon Bustamante López |
| 8 października 201519:00 | 3× · 2×                                               | 27:17(11:8) | 4× · 3×              | Azur Arena, Antibes Widzów: 2800 Sędzia: Javier Álvarez Mata, Yon Bustamante López |

| 11 października 201515:00 | Szwajcaria        | 19:28(10:15) | Francja         | Sporthalle Birsfelden, Birsfelden Widzów: 950 Sędzia: Tomislav Cindrić, Robert Gonzurek |
| 11 października 201515:00 | Sibylle Scherer 7 | 19:28(10:15) | 7 Manon Houette | Sporthalle Birsfelden, Birsfelden Widzów: 950 Sędzia: Tomislav Cindrić, Robert Gonzurek |
| 11 października 201515:00 | 3× · 3×           | 19:28(10:15) | 6× · 3×         | Sporthalle Birsfelden, Birsfelden Widzów: 950 Sędzia: Tomislav Cindrić, Robert Gonzurek |

| 11 października 201516:00 | Islandia            | 17:22(11:12) | Niemcy          | Vodafonevöllur, Reykjavík Widzów: 960 Sędzia: Karina Christiansen, Line Hesseldal Hansen |
| 11 października 201516:00 | Karen Knútsdóttir 4 | 17:22(11:12) | 7 Susann Müller | Vodafonevöllur, Reykjavík Widzów: 960 Sędzia: Karina Christiansen, Line Hesseldal Hansen |
| 11 października 201516:00 | 4× · 2×             | 17:22(11:12) | 1× · 2×         | Vodafonevöllur, Reykjavík Widzów: 960 Sędzia: Karina Christiansen, Line Hesseldal Hansen |

| 9 marca 201619:30 | Niemcy          | 21:24(10:9) | Francja          | EgeTrans Arena, Bietigheim-Bissingen Widzów: 3375 Sędzia: Alpaidze, Berezkina |
| 9 marca 201619:30 | Susann Müller 7 | 21:24(10:9) | 9 Allison Pineau | EgeTrans Arena, Bietigheim-Bissingen Widzów: 3375 Sędzia: Alpaidze, Berezkina |
| 9 marca 201619:30 | 4× · 3×         | 21:24(10:9) | 1× · 2×          | EgeTrans Arena, Bietigheim-Bissingen Widzów: 3375 Sędzia: Alpaidze, Berezkina |

| 10 marca 201620:00 | Szwajcaria        | 22:21(9:10) | Islandia            | GoEasy Arena, Siggenthal Widzów: 1420 Sędzia: Vanja Antić, Jelena Jakovljević |
| 10 marca 201620:00 | Sibylle Scherer 5 | 22:21(9:10) | 6 Karen Knútsdóttir | GoEasy Arena, Siggenthal Widzów: 1420 Sędzia: Vanja Antić, Jelena Jakovljević |
| 10 marca 201620:00 | 4× · 2×           | 22:21(9:10) | 4× · 4×             | GoEasy Arena, Siggenthal Widzów: 1420 Sędzia: Vanja Antić, Jelena Jakovljević |

| 12 marca 201620:00 | Francja          | 25:19(13:9) | Niemcy                                           | Le Parnasse, Nîmes Widzów: 3500 Sędzia: Joanna Brehmer, Agnieszka Skowronek |
| 12 marca 201620:00 | Allison Pineau 8 | 25:19(13:9) | 4 Saskia Lang · 4 Anna Loerper · 4 Susann Müller | Le Parnasse, Nîmes Widzów: 3500 Sędzia: Joanna Brehmer, Agnieszka Skowronek |
| 12 marca 201620:00 | 2× · 3×          | 25:19(13:9) | 4× · 3×                                          | Le Parnasse, Nîmes Widzów: 3500 Sędzia: Joanna Brehmer, Agnieszka Skowronek |

| 13 marca 201616:30 | Islandia                                        | 20:19(10:9) | Szwajcaria | Íþróttamiðstöð Haukar, Hafnarfjörður Widzów: 485 Sędzia: Diana Carmen Florescu, Anamaria Stoia |
| 13 marca 201616:30 | Ramune Pekarskyte 3 · Thea Imani Sturludóttir 3 | 20:19(10:9) | 2          | Íþróttamiðstöð Haukar, Hafnarfjörður Widzów: 485 Sędzia: Diana Carmen Florescu, Anamaria Stoia |
| 13 marca 201616:30 | 4× · 4×                                         | 20:19(10:9) | 3×         | Íþróttamiðstöð Haukar, Hafnarfjörður Widzów: 485 Sędzia: Diana Carmen Florescu, Anamaria Stoia |

| 1 czerwca 201619:00 | Szwajcaria    | 23:25(14:14) | Niemcy         | Sporthalle Kreuzbleiche, St. Gallen Widzów: 1479 Sędzia: Tetyana Rakytina, Iryna Tkachuk |
| 1 czerwca 201619:00 | Xenia Hodel 7 | 23:25(14:14) | 8 Svenja Huber | Sporthalle Kreuzbleiche, St. Gallen Widzów: 1479 Sędzia: Tetyana Rakytina, Iryna Tkachuk |
| 1 czerwca 201619:00 | 6× · 4×       | 23:25(14:14) | 1× · 4×        | Sporthalle Kreuzbleiche, St. Gallen Widzów: 1479 Sędzia: Tetyana Rakytina, Iryna Tkachuk |

| 1 czerwca 201620:00 | Islandia            | 16:30(7:15) | Francja          | Vodafonevöllur, Reykjavík Widzów: 450 Sędzia: Vadims Jaskins, Eduards Zabko |
| 1 czerwca 201620:00 | Karen Knútsdóttir 7 | 16:30(7:15) | 6 Siraba Dembélé | Vodafonevöllur, Reykjavík Widzów: 450 Sędzia: Vadims Jaskins, Eduards Zabko |
| 1 czerwca 201620:00 | 2× · 3×             | 16:30(7:15) | 2×               | Vodafonevöllur, Reykjavík Widzów: 450 Sędzia: Vadims Jaskins, Eduards Zabko |

| 4 czerwca 201620:00 | Francja               | 28:21(15:8) | Szwajcaria      | Beauvais Widzów: 2000 Sędzia: Marco Di Domenico, Lorenzo Fornasier |
| 4 czerwca 201620:00 | Alexandra Lacrabère 6 | 28:21(15:8) | 6 Nicole Dinkel | Beauvais Widzów: 2000 Sędzia: Marco Di Domenico, Lorenzo Fornasier |
| 4 czerwca 201620:00 | 3× · 2×               | 28:21(15:8) | 4× · 3×         | Beauvais Widzów: 2000 Sędzia: Marco Di Domenico, Lorenzo Fornasier |

| 5 czerwca 201617:00 | Niemcy        | 33:21(15:9) | Islandia                                        | Porsche-Arena, Stuttgart Widzów: 2308 Sędzia: Sigurd Thomassen, Tobias Schmack |
| 5 czerwca 201617:00 | Saskia Lang 7 | 33:21(15:9) | 4 Karen Knútsdóttir · 4 Sólveig Lára Kjærnested | Porsche-Arena, Stuttgart Widzów: 2308 Sędzia: Sigurd Thomassen, Tobias Schmack |
| 5 czerwca 201617:00 | 1× · 2×       | 33:21(15:9) | 1×                                              | Porsche-Arena, Stuttgart Widzów: 2308 Sędzia: Sigurd Thomassen, Tobias Schmack |

### Ranking drużyn z trzecich miejsc
Najlepszy zespół z trzeciego miejsca awansował do Mistrzostw Europy 2016. O kolejności decydowała liczba zdobytych punktów wyłączając mecze z ostatnią drużyną w tabeli.